# محفظة رقمية
المحفظة الرقمية أو المحفظة الإلكترونية وهي عبارة عن تطبيق إلكتروني ينظم جميع الحركات المالية، هذه المحفظة تحتوي على جميع بيانات المستخدم لتلك البطاقة بصيغة مشفرة، ويتم بالتالي تثبيتها على الحاسب الشخصي أو تخزينها على إحدى الأقراص الصلبة أو أي أداة أخرى يمكن عن طريقها حفظ تلك البيانات واستخدامها للدفع عن طريق شبكة الإنترنت. ظهرت المحافظ الرقمية بسبب الحاجة الملحة لاستخدامها وسهولة في التواصل عبر شبكة الإنترنت، ومايترتب عليها من تسهيل للعمليات مثل عمليات الشراء والتي تتضمن تحويلات نقدية صغيرة كانت ام كبيرة وبالتالي سرعة وصولها للطرف الآخر. هناك العديد من الشركات الكبرى والبنوك التي تقوم باستخدام تقنية المحافظ الإلكترونية عن طريق صفحات الإنترنت، وذلك عن طريق استخدامها لأجهزة مدعومة بالعديد من البرامج الآمنه وبالإضافة إلى بروتوكول يسمى (بروتوكول الحركات المالية الآمنه) والذي يطلق عليه Layer Secure Socket بمعنى طبقة المقابس الآمنه.

## تطبيقات المحفظة الرقمية
لقد تواجدت هناك العديد من التطبيقات للمحفظة الرقمية على الحاسوب الشخصي وأيضاً من خلال أجهزة الموبايل وفي ما يلي نظرة لكلا التطبيقين:
- من خلال الحاسوب الشخصي:

هناك العديد من الشركات قامت بإنشاء برامج وتطبيقات تسمى " software Application e-wallet " تطبيقات برمجيات المحفظة الرقمية " وهذه التطبيقات هدفها مساعدة المستخدم في حفظ الكثير من بياناته ومعلوماته السرية التي يحتاجها سواء كانت مالية ام شخصية بالإضافة إلى أرقام الحسابات البنكية مثل البطاقة الائتمانية. وهذه تساعده في استخدامها عند حالة الشراء أو عند القيام بتحويلات مالية للطرف الآخر عن طريق الحاسوب الشخصي. ولكن البعض من هذه التطبيقات تعتبر آمنه والبعض الآخر غير ذلك وذلك عند القيام بتثبيت تلك التطبيقات على جهاز الحاسوب تبدأ النوافذ الاعلانية والدعايات الكثيرة. وبعض من تلك الدعايات تعتبر ليست آمنه وذلك من ناحية التجسس على المستخدم. وغير ذلك من الأمور التي تزعج المستخدم من خلال عملية التصفح بكثرة.
- من خلال الموبايل:

تستخدم بشكل واسع في دول العالم من خلال أجهزة الموبايل والتي تعمل بنفس فكرة التطبيقات على جهاز الحاسوب ولكنها تثبت عليها وعند ذلك يجب على المستخدم الا يقوم باستخدام أي تطبيق لايحتوي على شهادة الآمان. حيث أن تلك البرامج تكون معرضة للتسرب أو تكون معرضة للسرقة إما عن طريق اختراق جهاز الموبايل من أجهزة أخرى أو تتم سرقة الموبايل فيكون هناك مجالاً مفتوحاً أمام السارق في كشف البيانات واستخدامها.

## المعلومات التي تخزنها المحفظة الرقمية
المحفظة الإلكترونية تقوم بتخزين معلومات الشحن والفواتير شاملة معها جميع أسماء المستهلكين والمدينة واسم الشارع والولاية بالإضافة إلى ذلك فإن معظم هذه المحافظ الإلكترونية بإمكانها أن تحمل أسماء وأرقام البطاقات الائتمانية. وأيضاً تحمل نقداً إلكترونياً من خلال الموردين مثل e-cash.
تتضمن المحفظة الرقمية فئتين أساسيتين : Server Side و Client Side.
{{Server Side تخزن معلومات المستهلك على سيرفر حيث أنه إذا اخترق يمكنه أن يكتشف آلاف من المعلومات والبيانات الشخصية عن المستخدمين أو يخزن معلومات المستهلك على كمبيوتر المستهلك مما ينقل المسئولية من أجل المحافظة على السرية إلى المستهلك وهناك محافظ Client Side والتي تحتاج إلى تفريغات وهذه أحد عيوبها وذلك لأنه Server Side   تبقى على السيرفر وبالتالي لا تحتاج إلى تفريغ إضافة إلى ذلك فإنه Client side   تكون غير متوفرة عندما تكون في مكان غير المكان الذي يوجد فيه الكمبيوتر الموجودة عليه المحفظة.}}

## مميزاتها
1. سهلت هذه المحفظة عملية الدفع للجهات الحكومية والجهات الخاصة.
2. تعتبر الخطوة الأولى من أجل تفعيل بقية الخدمات الإلكترونية.
3. أصبحت التحويلات تتم بدون نقد فأعفت من فتح حسابات في البنوك أو اقتناء أية بطاقة بنكية آخرى.
4. لها آمان أكثر من الاحتفاظ بالمبالغ نقداً.

عملية المحفظة الرقمية تتطلب آليات قوية جداً وذلك لحماية الخصوصية والثقة ولذلك هي تحتاج إلى بنية تحتية من أجل إدارة الشهادات الرقمية والحصول على الكفاءة والفعالية بشكل آمن وسري.

## أنواع المحفظة الرقمية

### المحفظة الساخنة
وهي اداة لخزن عملاتك المشفرة ومتصلة دائمًا بالإنترنت. يمكن تبادل العملات المخزنة فيها على الفور مع أعضاء آخرين في الشبكة أو استخدامها للتداول.

### المحفظة الباردة
وهي اداة لخزن عملاتك الرقمية وتكون غير متصلة بالانترنيت مع التخزين البارد. يمكن تبادل العملات المخزنة فيها لكن ليس على الفور مع أعضاء آخرين في الشبكة.